# Werrikimbe National Park
Werrikimbe National Park är en park i Australien. Den ligger i delstaten New South Wales, i den sydöstra delen av landet, omkring 310 kilometer norr om delstatshuvudstaden Sydney. Arean är 333 kvadratkilometer.
Runt Werrikimbe National Park är det glesbefolkat, med 17 invånare per kvadratkilometer.. Det finns inga samhällen i närheten. 
I omgivningarna runt Werrikimbe National Park växer i huvudsak städsegrön lövskog. Genomsnittlig årsnederbörd är 1 861 millimeter. Den regnigaste månaden är februari, med i genomsnitt 385 mm nederbörd, och den torraste är oktober, med 27 mm nederbörd.